# 31925 Krutovskiy
31925 Krutovskiy è un asteroide della fascia principale. Scoperto nel 2000, presenta un'orbita caratterizzata da un semiasse maggiore pari a 2,3704042 UA e da un'eccentricità di 0,0852782, inclinata di 6,37748° rispetto all'eclittica.